# Стрілецька Марина Сергіївна
Стріле́цька Мари́на Сергі́ївна (до шлюбу — Сеникоби́ленко) (*22 серпня 1983, Луганськ, УРСР) — українська футболістка, футбольна тренерка й арбітерка, асистентка арбітра ФІФА.

## Життєпис
Марина Сеникобиленко народилася в Луганську в родині прокурора, дитинство і юнацтво провела в Лутугиному, куди перевели працювати її батька. Після закінчення школи дівчина вступила на ветеринарний факультет Луганського національного аграрного університету. На початку спортивної кар'єри займалася легкою атлетикою, зокрема бігом із перешкодами на 1500 та 3000 м. В університеті зацікавилася футболом і приєдналася до новоствореної студентської команди ЛНАУ. Першим тренером Марини був Петро Зінченко, викладач фізичного виховання ЛНАУ. Неодноразово залишалася після тренування та брала участь у змаганнях разом з хлопцями, які тренувалися довше. У сезоні 2005/06 стала переможницею чемпіонату України з футзалу у Першій лізі.
2005 року Марині запропонували спробувати себе в ролі арбітерки. Відтоді вона почала обслуговувати регіональні змагання різного рівня. Упродовж 2007—2011 років працювала асистенткою арбітра на матчах ДЮФЛ і аматорського чемпіонату України, з 2012 року обслуговувала матчі другої ліги, а 2016 почала залучатися до поєдинків першої ліги. 2011 року мала кваліфікацію асистентки арбітра ФІФА, однак через паузу в суддівстві, пов'язану з декретною відпусткою, була розкваліфікована до асистентки арбітра 2-ї категорії. 2014 року повернула собі міжнародний кваліфікаційний рівень й успішно відпрацювала у фінальному матчі жіночої Ліги чемпіонів між шведським «Тиресе» і німецьким «Вольфсбургом» (3:4), склавши суддівську бригаду з Катериною Монзуль і Наталією Рачинською. Того ж року працювала на відбіркових матчах Чемпіонату світу серед жінок, а 2016 року обслуговувала один матч фінальної частини Молодіжного чемпіонату світу серед жінок. 2017 року у складі суддівської бригади Катерини Монзуль провела чотири поєдинки фінальної частини жіночого Чемпіонату Європи, зокрема півфінальний матч між збірними Данії і Австрії.
На змаганнях у Берегові познайомилася з футзальним арбітром Сергієм Стрілецьким, з яким незабаром вони побралися. Упродовж більше ніж чотирьох років подружжя мешкало в Луганську, а після початку війни на сході України переїхало на малу батьківщину Сергія — до міста Суми.
Основна робота Марини Стрілецької, окрім арбітражу, це тренерська діяльність. Задля здобуття спеціалізованої освіти, необхідної для тренування команд, Марина закінчила Інститут фізичного виховання та спорту при ЛНУ імені Т. Шевченка. Починала працювати в Краснодоні, де створили дівочу футбольну секцію при «Краснодонвугіллі». Після чотирьох років плідної праці вимушена була змінити місце роботи через брак фінансування школи та влаштувалася до Слов'яносербської дитячо-юнацької школи. Згодом обіймала посаду тренера в регіональному центрі розвитку жіночого футболу. З 2015 року працювала в сумському футбольному центрі «Барса», а  2016 року, окрім дитячо-юнацької секції, очолила ще й дорослу команду «СумДУ-Барса», що виступала в першій лізі жіночого чемпіонату України.
З 7 червня по 7 липня 2019 року у Франції проходив Чемпіонат світу з футболу серед жінок. До суддівського корпусу «мундіалю» ввійшли троє українок: Марина Стрілецька, Катерина Монзуль та Олександра Ардашева.
14 листопада 2020 вперше в історії виконувала обов'язки лінійної арбітерки у складі української жіночої бригади арбітрів на матчі чоловічих збірних Сан-Марино — Гібралтар у рамках Ліги націй..
Марина Стрілецька у складі суддівської бригади обслуговувала матч футбольного турніру Олімпіади-2020 між жіночими збірними США - Канада, який відбувся 2 серпня в місті Касімі .
На матчах фінальної стадії жіночого Чемпіонату світу з футболу - 2023, який проходив в Австралії та Новій Зеландії Марина Стрілецька разом з Катериною Монзуль (Харків) обслуговувала три матчі: два як асистентка арбітра та один як відеопомічниця арбітра (Video assistant referee)  . 
16 липня 2024 року в Софії Марина Стрілецька у складі української бригади арбітринь обслуговувала матч кваліфікаційного раунду жіночого Євро-2024 в Лізі С (4 група) Болгарія — Казахстан. Головна рефериня - Крістіна Козорог. На лініях їй допомагали Марина Стрілецька та Олександра Вдовіна. Четверта арбітриня Анастасія Романюк.

## Сім'я
- Чоловік — Сергій Стрілецький, український футзальний арбітр та спостерігач арбітражу.
- Донька — Єва (2011 р. н.).

## Цікаві факти
Відома українська письменниця Євгенія Сенік (справжнє ім’я — Сеникобиленко Євгенія Сергіївна) — молодша рідна сестра Марини Стрілецької. З-під її пера вийшли такі твори: «Країна У, або казки чужим дітям», «Будинок із сірників, узятих із різних коробок», «Przepraszam, навчи мене мовчати», «Письмовий стіл», «Сповідь», «Та, що стукає стиха» та ін.